# Aldo Sorani
Aldo Sorani (Roma, 23 febbraio 1883 – Roma, 3 ottobre 1945) è stato un saggista, giornalista e traduttore italiano di origine ebraica.
Ha scritto anche diversi libri a uso scolastico.

## Biografia
Aldo Sorani (da non confondere col suo omonimo, partigiano sopravvissuto ad Auschwitz) apparteneva a una famiglia di origine ebraica. La sua vita è stata legata a Firenze, dove Sorani frequentò il Collegio rabbinico italiano e i corsi universitari. Nel 1907 fu tra i fondatori di "Pro Cultura", gruppo di promozione di studi ebraici, voluto dal Rabbino Samuel Hirsch Margulies. Firmandosi anche Aldo da Roma, scrisse per vari giornali di cultura ebraica, come La Rassegna Mensile di Israel, Il Corriere Israelitico e La Settimana Israelitica.
Molto conosciuto nei circoli letterari fiorentini, nel 1917 con Carlo Placci, Gaetano Salvemini, Guido Biagi, fu tra i fondatori del British Institute of Florence. Collaborò attivamente con vari periodici tra cui Il Marzocco, dove scrisse principalmente articoli legati al mondo editoriale e anglosassone, Pegaso, La Nazione, La Stampa, Il Secolo XX, La Gazzetta del Popolo e Pan. È stato inoltre corrispondente per il giornale inglese The Saturday Rewiew.
Tradusse Samuel Butler e Anna Katharine Green, si occupò del genere giallo e il suo lavoro di critica è considerato indispensabile per un lavoro di ricerca sul genere. Incontrò David Herbert Lawrence che parla di lui nelle sue lettere e collaborò con Carlo Linati nella scrittura di un saggio sullo scrittore inglese.
Dopo l'ascesa del fascismo, aderì al Manifesto degli intellettuali antifascisti di Benedetto Croce e fu tra i pochi firmatari a ottenere l'iscrizione all'Albo dei giornalisti.
Contrario alla chiusura nazionale della letteratura del regime fascista, dal quale le sue antologie di autori stranieri furono censurate, negli anni Trenta intraprese una serie di viaggi per la diffusione della cultura italiana all'estero a Gerusalemme, ad Alessandria d'Egitto e infine a Beirut: nominato direttore dell'Istituto di Cultura di Tel Avi, non ricoprì poi la carica.
Morì a Roma il 3 ottobre 1945. 

## Opere (parziale)
- Il bacio di fuoco: Novella in versi, Firenze, Tip. Di Salvadore Landi, 1902
- Nuovi studi sulla storia dei Gesuiti, Firenze, Tip. Galileiana, 1911
- La guerra vista dagli scrittori inglesi, prefazione di Richard Bagot, Milano, Treves, 1915
- Uomini e proiettili, Firenze: R. Bemporad e Figlio, 1916
- L'impero britannico e la guerra, Firenze, Bemporad, 1918
- Il libro italiano, Milano, Bertieri e Vanzetti, 1925, poi Ronzani Editore, 2022, ISBN 979-12-5960-114-8.
- Conan Doyle e la fortuna del romanzo poliziesco, in "Pégaso", agosto 1930.
- La famiglia Dickens, Milano, Rizzoli e C., 1935